# Szkoła Podstawowa nr 7 im. Obrońców Pokoju w Nowym Sączu
Szkoła Podstawowa nr 7 z Oddziałami Dwujęzycznymi im. Obrońców Pokoju w Nowym Sączu – publiczna szkoła podstawowa założona w 1958 w Nowym Sączu.

## Historia[1]
Początki istnienia szkoły sięgają końca XIX wieku i wiążą się z działalnością Szkoły im. Św. Elżbiety. Od roku szkolnego 1948/49 była szkołą 7-letnią, tworząc wraz z 4-letnim liceum ogólnokształcącym 11-letni cykl kształcenia ogólnego, w którym kolejne klasy stanowiły jednolity ciąg, liczony od klasy pierwszej do jedenastej, w tym czasie nosiła imię Marii Konopnickiej.
W roku szkolnym 1958/59 zapadła decyzja administracyjna rozdzielenia dotychczasowej „jedenastolatki” na dwie jednostki oświatowe: II Liceum Ogólnokształcące im. Marii Konopnickiej i żeńską 7-klasową Szkołę Podstawową nr 7 z tą samą patronką. Ze względu na zwiększającą się liczbę uczniów (liczyła ich wówczas 421) lekcje odbywały się nie tylko przy ulicy Żeromskiego, ale także na drugim piętrze szkoły nr 13 przy ulicy Jagiellońskiej 63. 
W 1962 w ramach programu „1000 szkół na tysiąclecie państwa polskiego” rozpoczęto prace przy nowym budynku. Nad budową czuwał Społeczny Fundusz Budowy Szkół i Internatów.
1 września 1964, w 25 rocznicę wybuchu II wojny światowej, wmurowany został akt erekcyjny pod budynek szkolny przy ulicy Bieruta (później Grota-Roweckiego), który 15 grudnia 1965 oddano do użytku. Uroczystość otwarcia szkoły nastąpiła 16 stycznia 1966. Szkoła otrzymała imię Obrońców Pokoju i została przekształcona z żeńskiej na koedukacyjną. Liczyła wówczas 14 oddziałów, w których uczyło się 452 uczniów. W roku szkolnym 1966/67 przekształciła się z 7-latki w 8-letnią szkołę podstawową. Naukę rozpoczynało już 703 uczniów.
7 maja 1977 szkoła otrzymała sztandar ufundowany przez Komitet Rodzicielski, który w 1985 roku za osiągnięcia dydaktyczno–wychowawcze odznaczono Złotą Tarczą Herbową miasta Nowego Sącza.
Przeprowadzona w roku szkolnym 1999/2000 reforma oświatowa spowodowała zmiany organizacyjne. Zwiększyła się liczba uczniów do 1184 uczących się w 46 oddziałach. Stało się tak, z powodu likwidacji Szkoły Podstawowej nr 19 przekształconej w Gimnazjum nr 3, z której przejęto uczniów ostatnich klas. W wyniku reformy Szkoła Podstawowa nr 7 stała się szkołą sześcioklasową.

## Dyrektorzy[1]
- Zofia Pełzowa
- Stanisława Czajkowska
- Kazimierz Michniewicz (19??–1964)
- Maria Muzyczka (1966–1970)
- Janina Kosecka (1970–1976)
- mgr Edward Sawicki (1976–2007)
- mgr inż. Mariusz Horowski (2007 – obecnie)